# Diaporthe spiculosa
Diaporthe spiculosa är en svampart som först beskrevs av Alb. & Schwein., och fick sitt nu gällande namn av Nitschke 1870. Diaporthe spiculosa ingår i släktet Diaporthe och familjen Diaporthaceae.   Inga underarter finns listade i Catalogue of Life.